# Exactly Like You
(Someone) Exactly Like You ist ein Popsong, den Jimmy McHugh (Musik) und Dorothy Fields (Text) verfassten und 1930 veröffentlichten. Der Song wurde später zu einem populären Jazzstandard.

## Hintergrund
McHugh und Fields schrieben Exactly Like You für die Broadwayshow Lew Leslie's International Revue, aus der auch der bekannte McHugh-Fields-Song On the Sunny Side of the Street stammte. Vorgestellt wurde der Song von Harry Richman und Gertrude Lawrence.

## Erste Aufnahmen und spätere Coverversionen
In den Vereinigten Staaten kam  Exactly Like You 1930 drei Mal in die Hitparaden, in den Versionen von Ruth Etting (#11), Harry Richman (#12) und von Sam Lanin and His Orchestra (mit dem Sänger Smith Ballew, #19). 1936 kam mit Exactly Like You das Benny Goodman Trio (mit Lionel Hampton, Gesang, #12) in die Charts; 1937 gelang dies auch Don Redman and His Orchestra (#14).
Zu den weiteren Musikern, die den Song ab Anfang 1930 coverten, gehörten Bernie Cummins (Victor 22354), Lou Aberlardo (Decca), Roger Wolfe Kahn (Brunswick), Seger Ellis (OKeh), das Casa Loma Orchestra/Smith Ballew (Banner) und Louis Armstrong (Okeh), in Berlin das Karkoff Orchester (Derby) und das Piano-Duo Wilhelm Grosz & Walter Kaufmann (Ultraphon A-803).
Der Diskograf Tom Lord listet im Bereich des Jazz insgesamt 736 (Stand 2016) Coverversionen, von denen die Aufnahmen von Yusef Lateef, Mark Murphy, Dianne Reeves, Louis Armstrong, Count Basie Orchestra, Nat King Cole, Dizzy Gillespie/Stan Getz, Carmen McRae und des Ray-Brown-Trios hervorhebenswert sind. Auf seinem Album Pre-Bird (1960) wob Charles Mingus den Song kontrapunktisch in sein Arrangement des Strayhorn-Klassikers Take the “A” Train ein.
Alec Wilder würdigte den Song in seinem Buch American Popular Song: The Great Innovators, 1900-1950 und hob die besonderen Herausforderungen dieses Lieds hervor:
“Für einen Popsong ist er sehr feingliedrig, eine Oktave und eine Quinte. Diese vokale Anforderung ist selten zu finden, auch nicht in einem Theaterlied.” Wilder spricht auch darauf an, dass der Moment des Luftholens vor und nach der Bridge fehle, was dem Darbietendem eine geringfügige rhythmische Anpassung abverlange.